# Resi Stiegler
Resi Frances Stiegler (* 14. November 1985 in Jackson Hole, Wyoming) ist eine ehemalige US-amerikanische Skirennläuferin. Ihre stärksten Disziplinen waren der Slalom und die Kombination. Ihre Karriere wurde mehrfach durch schwere Verletzungen unterbrochen.

## Biografie
Resi Stiegler ist die Tochter des österreichischen Olympiasiegers Josef Stiegler und wuchs in Jackson Hole sowie in Lienz in Osttirol auf. Als Zweijährige begann sie mit dem Skilaufen, im Alter von sechs Jahren fuhr sie erste Rennen. Ihre ersten Einsätze im Nor-Am Cup hatte sie im Dezember 2000, ab November 2001 war sie auch immer wieder im Europacup am Start. Stiegler gilt als ausgesprochen extrovertiert und hatte das Image eines Paradiesvogels. So fuhr sie zum Beispiel in Slalomrennen mit einem Helm, auf dem Tigerohren aus Stoff aufgeklebt waren, ihrem Spitznamen Tiger entsprechend.
Bereits in ihrer zweiten Saison im Nor-Am Cup konnte Stiegler ihr erstes Rennen gewinnen und belegte in der Slalomwertung den zweiten Platz, worauf sie ab der Saison 2002/03 auch im Weltcup starten durfte. Bei ihrem Debüt, dem Slalom von Lenzerheide am 22. Dezember 2002, fuhr sie sogleich auf den elften Platz. Sie qualifizierte sich für die Weltmeisterschaften 2003 in St. Moritz, wo sie Platz zehn in der Kombination sowie Rang 19 im Slalom erzielte. Bei den Juniorenweltmeisterschaften 2003 gewann sie sowohl im Slalom als auch in der Kombination die Bronzemedaille. Am 8. Februar 2004 gelang ihr in Zwiesel das erste Top-10-Ergebnis im Weltcup.
In der Saison 2004/05 etablierte sich Stiegler an der Slalom-Weltspitze. Im Weltcup erreichte sie drei Top-10-Platzierungen, bei den Weltmeisterschaften 2005 in Bormio belegte sie im Slalom den sechsten Platz und bei den Juniorenweltmeisterschaften 2005 gewann sie die Silbermedaille in der Kombination. In der Weltcupsaison 2005/06 war Stieglers bestes Resultat der vierte Platz im Slalom von Åre, ihre erste Olympiateilnahme in Turin 2006 endete mit Platz 11 in der Kombination und Platz 12 im Slalom. Im Weltcup 2006/07 fuhr sie in zwei Super-Kombinationen und einem Slalom unter die schnellsten fünf, bei den Weltmeisterschaften 2007 in Åre erreichte sie Platz acht im Slalom.
Zum Auftakt der Weltcupsaison 2007/08 wurde Stiegler Vierte im Slalom auf der Reiteralm und fuhr danach zweimal unter die besten zehn, ehe sie am 28. Dezember 2007 im Riesenslalom von Lienz schwer stürzte. Sie brach sich dabei den linken Unterarm sowie das rechte Schienbein und zog sich einen Seitenbandriss sowie einen Anriss des Kreuzbandes im rechten Knie zu. Im Sommer 2008 brach sie sich erneut das Bein, weshalb sie erst im Februar 2009 bei den Weltmeisterschaften in Val-d’Isère ihr Comeback gab. Sie belegte dort den 19. Rang im Slalom. Kurz danach wurde ihre Rückkehr in den Skizirkus jedoch durch eine Fußverletzung unterbrochen. Am 19. November 2009 musste Stiegler den nächsten Rückschlag hinnehmen. Bei einem Sturz im Riesenslalomtraining in Copper Mountain zog sie sich einen Oberschenkel- und Schienbeinbruch im linken Bein zu, weshalb auch die Saison 2009/10 für sie vorzeitig beendet war.
Am 28. November 2010 gab Stiegler im Weltcupslalom von Aspen ihr neuerliches Comeback und gewann mit Platz 25 erstmals seit drei Jahren wieder Weltcuppunkte. Ihr bestes Ergebnis in der Weltcupsaison 2010/11 war Platz 15 im Slalom von Špindlerův Mlýn am 12. März. Im Nor-Am Cup fuhr sie wenige Tage später zweimal aufs Podest. Im Slalom der Weltmeisterschaften 2011 in Garmisch-Partenkirchen erreichte sie Platz 19. Im Verlauf der Saison 2011/12 näherte sich Stiegler wieder langsam der Weltspitze an. Einen Monat nachdem sie drei Rennen im Nor-Am Cup gewonnen hatte, gelang ihr am 4. März 2012 mit dem zweiten Platz im Slalom von Ofterschwang die einzige Podestplatzierung ihrer Karriere. Während des Weltcupfinales in Schladming verletzte sie sich beim Mannschaftswettbewerb am 16. März erneut. Sie erlitt Verletzungen des vorderen Kreuzbandes und des Meniskus im linken Knie.
Stieglers bestes Weltcupergebnis im Winter 2012/13 war ein neunter Platz im Slalom von Zagreb, während sie in der Saison 2013/14 nicht über einen 14. Platz hinauskam. Sie trat zu den Olympischen Winterspielen 2014 in Sotschi an, wo sie im Slalom ausschied und im Riesenslalom auf Platz 29 fuhr. Die darauf folgende Saison 2014/15 musste sie Mitte Januar wegen erneuter Kniebeschwerden ebenfalls vorzeitig abbrechen. In der Saison 2015/16 etablierte sie sich wieder im Mittelfeld und fuhr im Weltcup dreimal unter die besten zehn. Zwei weitere Top-10-Ergebnisse folgten in der Saison 2016/17. Obwohl sie es in der Saison 2017/18 nur einmal unter die besten 15 schaffte, durfte Stiegler an den Olympischen Winterspielen 2018 in Pyeongchang teilnehmen; dort hatte sie im Slalom einen Ausfall zu verzeichnen. In den drei folgenden Weltcupsaisons klassierte sie sich kein einziges Mal in den Punkterängen. Am 13. März 2021 bestritt sie in Åre ihr letztes Weltcuprennen und trat daraufhin zurück.

## Privates
Seit Juni 2021 ist Stiegler mit dem deutschen Skirennläufer David Ketterer verheiratet. Sie sind Eltern von zwei Töchtern.

## Erfolge

### Olympische Spiele
- Turin 2006: 11. Kombination, 12. Slalom
- Sotschi 2014: 29. Riesenslalom
- Pyeongchang 2018: 36. Riesenslalom

### Weltmeisterschaften
- St. Moritz 2003: 10. Kombination, 19. Slalom
- Bormio 2005: 6. Slalom, 21. Kombination
- Åre 2007: 8. Slalom, 35. Riesenslalom
- Val-d’Isère 2009: 19. Slalom
- Garmisch-Partenkirchen 2011: 19. Slalom
- Schladming 2013: 22. Slalom
- St. Moritz 2017: 11. Slalom

### Weltcup
- 24 Platzierungen unter den besten zehn in Einzelrennen, davon 1 Podestplatz
- 1 Podestplatz bei Mannschaftswettbewerben

### Weltcupwertungen
| Saison  | Gesamt | Gesamt | Abfahrt | Abfahrt | Riesenslalom | Riesenslalom | Slalom | Slalom | Kombination | Kombination |
| Saison  | Platz  | Punkte | Platz   | Punkte  | Platz        | Punkte       | Platz  | Punkte | Platz       | Punkte      |
| ------- | ------ | ------ | ------- | ------- | ------------ | ------------ | ------ | ------ | ----------- | ----------- |
| 2002/03 | 92.    | 24     | –       | –       | –            | –            | 39.    | 24     | –           | –           |
| 2003/04 | 54.    | 126    | –       | –       | –            | –            | 21.    | 126    | –           | –           |
| 2004/05 | 45.    | 164    | –       | –       | 49.          | 8            | 19.    | 124    | 8.          | 32          |
| 2005/06 | 42.    | 183    | –       | –       | 51.          | 5            | 15.    | 165    | 24.         | 13          |
| 2006/07 | 25.    | 300    | 51.     | 3       | 31.          | 37           | 17.    | 141    | 5.          | 119         |
| 2007/08 | 40.    | 156    | 48.     | 7       | 26.          | 38           | 18.    | 111    | –           | –           |
| 2010/11 | 98.    | 30     | –       | –       | –            | –            | 36.    | 30     | –           | –           |
| 2011/12 | 57.    | 128    | –       | –       | 38.          | 29           | 23.    | 99     | –           | –           |
| 2012/13 | 77.    | 44     | –       | –       | –            | –            | 31.    | 44     | –           | –           |
| 2013/14 | 80.    | 43     | –       | –       | –            | –            | 29.    | 43     | –           | –           |
| 2014/15 | 65.    | 75     | –       | –       | –            | –            | 22.    | 75     | –           | –           |
| 2015/16 | 48.    | 186    | –       | –       | –            | –            | 13.    | 186    | –           | –           |
| 2016/17 | 61.    | 126    | –       | –       | 56.          | 3            | 20.    | 123    | –           | –           |
| 2017/18 | 69.    | 80     | –       | –       | –            | –            | 23.    | 80     | –           | –           |

### Nor-Am Cup
- Saison 2001/02: 8. Gesamtwertung, 2. Slalomwertung, 7. Riesenslalomwertung
- Saison 2010/11: 5. Slalomwertung
- Saison 2011/12: 8. Gesamtwertung, 4. Riesenslalomwertung, 5. Slalomwertung
- Saison 2013/14: 6. Slalomwertung
- Saison 2019/20: 3. Slalomwertung
- 18 Podestplätze, davon 6 Siege:

| Datum           | Ort     | Land   | Disziplin    |
| --------------- | ------- | ------ | ------------ |
| 24. März 2002   | Nakiska | Kanada | Slalom       |
| 2. Februar 2012 | Vail    | USA    | Riesenslalom |
| 3. Februar 2012 | Vail    | USA    | Riesenslalom |
| 5. Februar 2012 | Vail    | USA    | Slalom       |
| 11. März 2014   | Nakiska | Kanada | Slalom       |
| 12. März 2014   | Nakiska | Kanada | Slalom       |

### Europacup
- 2016/17: 7. Slalomwertung
- 4 Podestplätze, davon 2 Siege:

| Datum             | Ort            | Land        | Disziplin |
| ----------------- | -------------- | ----------- | --------- |
| 2. Februar 2007   | Bischofswiesen | Deutschland | Slalom    |
| 16. Dezember 2016 | Andalo         | Italien     | Slalom    |

### Juniorenweltmeisterschaften
- Briançonnais 2003: 3. Slalom, 3. Kombination, 7. Super-G, 7. Abfahrt, 11. Riesenslalom
- Maribor 2004: 13. Super-G, 26. Riesenslalom, 41. Abfahrt
- Bardonecchia 2005: 2. Kombination, 4. Slalom, 9. Riesenslalom, 15. Abfahrt

### Weitere Erfolge
- 4 US-amerikanische Meistertitel (Slalom 2007, 2013 und 2017, Riesenslalom 2007)
- 13 Siege in FIS-Rennen